# Mniszka śródziemnomorska
Mniszka śródziemnomorska (Monachus monachus) – gatunek drapieżnego ssaka z rodziny fokowatych (Phocidae). Zamieszkuje wschodnie wody Morza Śródziemnego i wschodni Atlantyk, z niegdyś licznie występującego zwierzęcia pozostało kilka niewielkich, zagrożonych depresją wsobną populacji. Żywi się głowonogami, rybami i innymi zwierzętami morskimi. Samica rodzi młode w jaskini przy plaży. Należy do najbardziej zagrożonych wyginięciem płetwonogich.

## Budowa

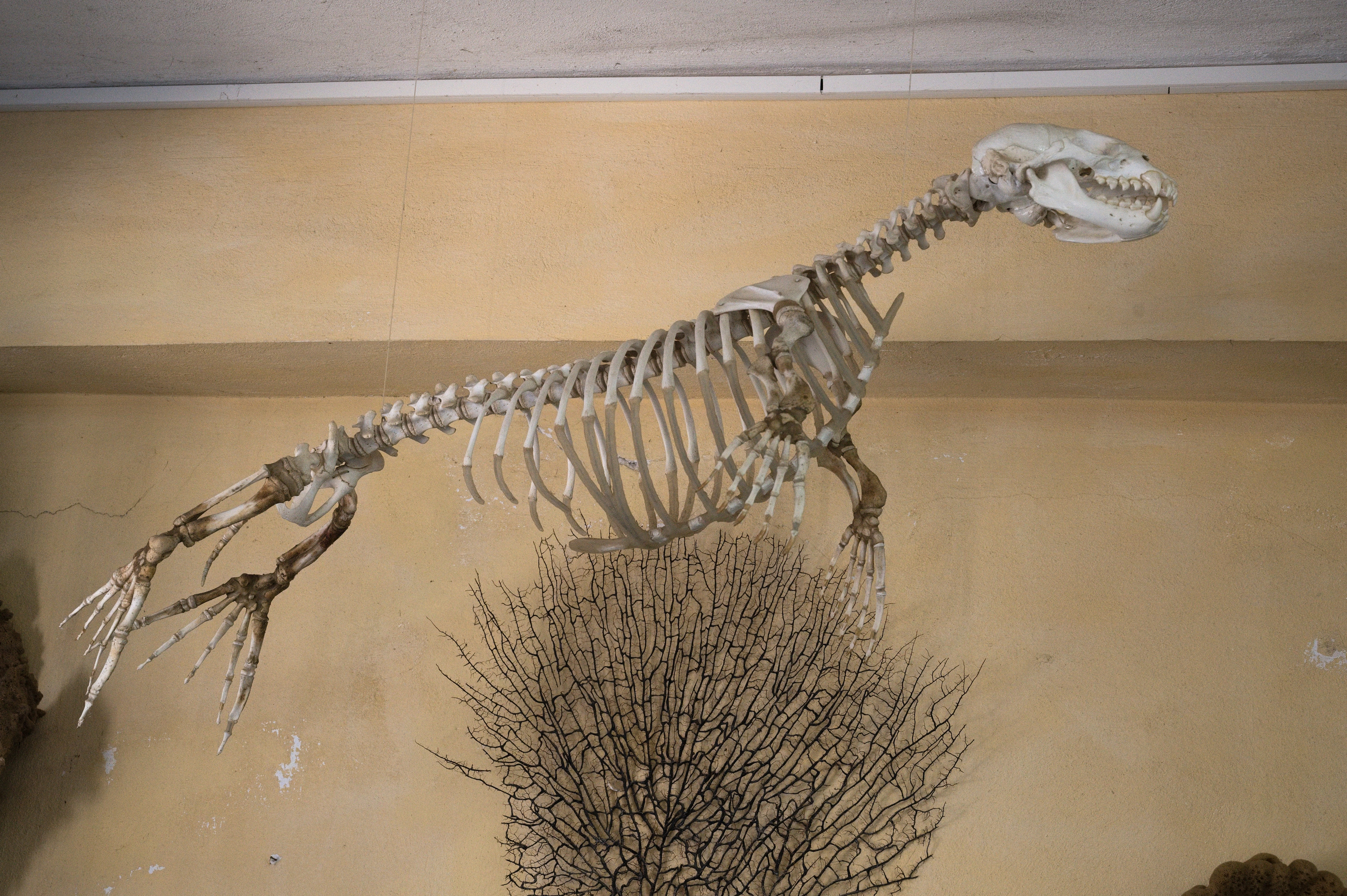
Szkielet w Muzeum Historii Naturalnej w Apeiranthos na Naksos

Długość ciała 230–280 cm; masa ciała 240–300 kg. Występuje nieznaczny dymorfizm płciowy, jako że samce są nieznacznie większe od samic. Pomiary wykonane w pobliżu mauretańskiego Przylądka Białego wykazały, że przerastają je o 5%. Samice w Cabo Blanco mierzą średnio 2,42 m, a samce 2,51 m. Samiec waży 400 kg, ciężarna samica 302 kg. Noworodek mierzy 80–90 cm, ważąc 15–26 kg.
Dymorfizm płciowy dotyczy również ubarwienia, bardziej kontrastującego u samców. Samica ma ciemny grzbiet barwy szarej lub ciemnoszarej i jaśniejszy brzuch, na twarzy ma jaśniejszą maskę i jaśniejszy kaptur, przypomina osobniki młodociane. Samiec cechuje się czarnym grzbietem, kontrastującym z białą plamą na brzuchu. Noworodek rodzi się czarny jak u mniszki hawajskiej czy mirungi, ale odróżnia się białą plamą na brzuchu.

## Systematyka

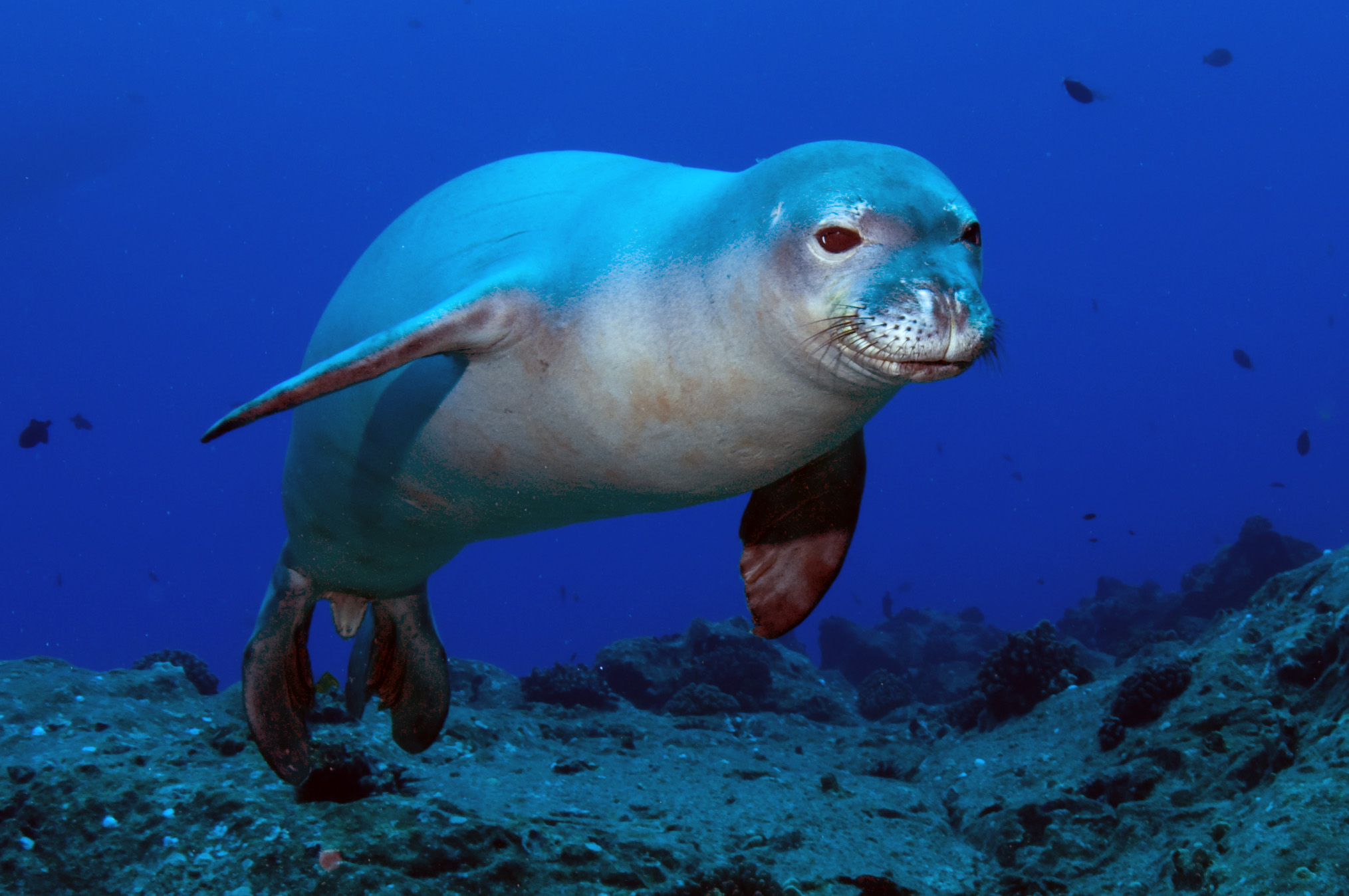
Do 2014 mniszkę śródziemnomorską umieszczano w tym samym rodzaju, co widoczna wyżej mniszka hawajska, przeniesiona następnie do odrębnego rodzaju Neomonachus

Gatunek po raz pierwszy zgodnie z zasadami nazewnictwa binominalnego opisał w 1779 roku francuski zoolog Johann Hermann, nadając mu nazwę Phoca monachus. Miejsce typowe to Osor, na Cres, w Chorwacji. Jako miejsce typowe podano Dalmatian Sea at Ossero, co później (1956) Judith King ograniczyła do obszaru dzisiejszej Serbii i Czarnogóry. Okazem typowym był samiec schwytany w 1777 roku, następnie wystawiany żywy w Paryżu oraz Strasburgu, gdzie był obserwowany przez Hermanna; po śmierci ów osobnik nie został zachowany.
Jeszcze w XXI wieku do rodzaju Monachus (mniszka) zaliczano 3 gatunki: mniszkę śródziemnomorską, hawajską oraz wymarłą mniszkę karaibską. Jednak w 2014 roku Scheel et al. opublikowali wyniki badań genetycznych cytochromu b, wykazując bliższe pokrewieństwo pomiędzy mniszkami hawajską i karaibską niż między którąkolwiek z nich i mniszką śródziemnomorską. Dwa pierwsze gatunki oddzieliły się od siebie po zamknięciu drogi morskiej między Ameryką Północną i Południową. Z kolei z mniszką śródziemnomorską dzieli je różnica głębsza niż między niektórymi odrębnymi rodzajami fokowatych. Dlatego autorzy zdecydowali się przenieść mniszki Nowego Świata do nowego rodzaju, który nazwali Neomonachus.
Po opublikowaniu rewizji taksonomicznej (powyżej), mniszka śródziemnomorska pozostała jako jedyny przedstawiciel rodzaju mniszka (Monachus), któremu nazwę nadał w 1822 roku szkocki zoolog John Fleming.
Opisano różnice w morfologii czaszki i zróżnicowaniu genetycznym między atlantyckimi i śródziemnomorskimi subpopulacjami M. monachus, wyróżniono haplotypy charakterystyczne dla danych populacji, ale do tej pory nie zasugerowano rozdzielania taksonomicznego. Autorzy Illustrated Checklist of the Mammals of the World uznają ten gatunek za monotypowy.

### Etymologia
- Monachus: gr. μοναχος monakhos „mnich”, od μονος monos „samotnik”, od μοναχοω monakhoō „robić pojedynczo”[31].
- Pelagios: gr. πελαγιος pelagios „morski”, od πελαγος pelagos „morze”[32].
- Pelagocyon: gr. πελαγος pelagos „morze”; κυων kuōn, κυνος kunos „pies”[32].
- Rigoon: gr. ριγοω rigoō „marznąć, mieć dreszcze, drżeć z zimna”[33].
- Heliophoca: gr. ἡλιος hēlios „słońce”; φωκη phōkē „foka”[34].
- Mammonachus: modyfikacja zaproponowana przez meksykańskiego przyrodnika Alfonso Luisa Herrerę w 1899 roku, polegająca na dodaniu do nazwy rodzaju przedrostka Mam (od Mammalia)[35].

## Tryb życia

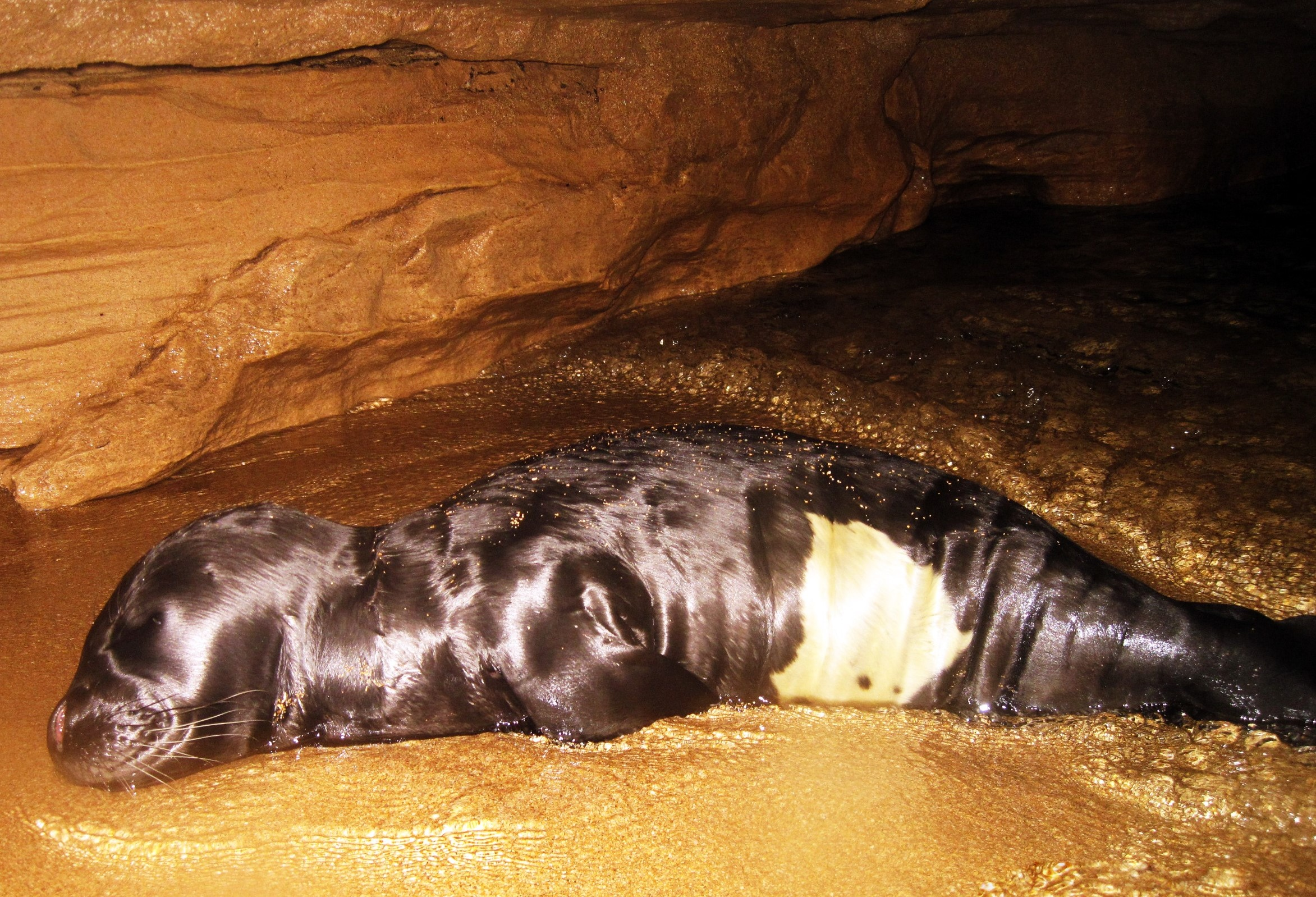
Młode

Mniszki prowadzą częściowo wodny tryb życia w wodach przybrzeżnych. Niekiedy oddalają się od brzegu, zwłaszcza kiedy się je niepokoi, jednak nie migrują. Życie wiodą samotne, aczkolwiek obserwowano zgromadzenia do 89 zwierząt.
Płetwonogie zazwyczaj praktykują poligynię. Także w przypadku mniszki śródziemnomorskiej jeden samiec stara się kopulować z więcej niż jedną samicą. Zajmuje on terytorium w wodach przybrzeżnych, na którym rodzi kilka samic. Niekoniecznie stanowi ono ciągły obszar, a nieraz samiec obejmuje obszar, na którym brak rodzących samic. W razie potrzeby broni go przed innymi samcami. Jeden teren może zajmować przez kilka lat. Z samicą łączy się w wodzie. Jednakże częstość tego zjawiska jest niewielka, w przeciwieństwie choćby do znacznie poligamicznych samców mirungi. W przeciwieństwie do większości płetwonogich mniszka nie ma też wyraźnie zaznaczonego sezonu rozrodu. Rozmnaża się przez cały rok, aczkolwiek szczyt porodów przypada na wrzesień i październik.
Celem odbycia porodu samica chroni się w jaskini z wejściem od strony morza. Po ciąży na świat przychodzi noworodek ważący 15–26 kg i osiągający 80–90 cm długości. Na wschodzie Morza Śródziemnego średnia wyniosła 102,6 cm. Ważyły 15,5 kg. Noworodek pokryty jest czarnym futrem z białą brzuszną plamą, która zależy od jego płci. Futro nosi od 40 do 100 dni (średnio u samic 64 dni, u samców 82), po tym czasie linieje, przybierając srebrną szatę, ciemniejszą na grzbiecie niż na brzuchu, zachowując jednak białą plamę. Jego matka też linieje średnio 134 dni po porodzie, a w populacji wschodniej 19–57 dni po porodzie. Młode do wieku trzech miesięcy miały średnio 1,08 m z zakresem 0,74–1,38 m. Opieka nad potomstwem trwa znacznie dłużej niż u innych fokowatych, młode pije mleko matki przez 16–17 tygodni. Podczas karmienia matka nie czuwa cały czas przy młodym, ale wyrusza na morze, by polować na średnio 9 godzin, do 17 maksymalnie. Młode cechuje wysoka śmiertelność, w pierwszych dwóch miesiącach życia umiera ponad połowa młodych, z czego większość w pierwszych dwóch tygodniach życia. Obserwowano młode ssące nieswoje matki. Pod koniec okresu laktacji trwającej 4–5 miesięcy młode zaczyna polować. Szybko uczy się też nurkować, od razu sięgając dna. Nurkuje zwłaszcza nocą. Przeciętna głębokość nurkowania 11,6 m, czas 149 s, aczkolwiek na Sporadach Północnych obserwowano młode nurkujące i na dwieście metrów, a także przebywające pod wodą 12 min. Głównym ograniczeniem głębokości wydaje się więc siedlisko. Samica osiąga dojrzałość płciową w wieku trzech do czterech lat. Najmłodszy zaobserwowany wiek kopulacji zakończonej ciążą do 2,1 roku. Osiągnąwszy wiek rozrodczy, może ona rodzić co roku, mniej więcej o tej samej porze roku. Samiec zmienia szatę na dorosłą stopniowo, barwy dorosłego przybierając niekiedy dopiero w wieku czterech lat.
Maksymalna długość życia wynosi 44 lata. Pokolenie trwa 11,2 lat.
IUCN uznaje mniszkę śródziemnomorską za gatunek niemigrujący. Niemniej niektóre osobniki podróżowały do 288 km przez 3 miesiące.

## Rozmieszczenie geograficzne
Mniszka śródziemnomorska występuje w Morzu Śródziemnym, na rozrzuconych wyspach na Morzu Egejskim i Jońskim oraz na wybrzeżach Grecji i zachodniej Turcji, północno-wschodniego Maroka i północno-zachodniej Algierii; we wschodniej części Oceanu Atlantyckiego na Ilhas Desertas (archipelag Madera) i Przylądku Białym na granicy Sahary Zachodniej i Mauretanii. Sporadycznie odnotowywana na Wyspach Kanaryjskich, w mauretańskiej Banc d’Arguin, Tunezji (La Gallite), Libii (wybrzeże Cyrenajki) i na wybrzeżu Morza Adriatyckiego w Chorwacji. IUCN jako kraje obecnego występowania gatunku wymienia Chorwację, Cypr, Grecję, Mauretanię, Portugalię (Madera), Turcję i Saharę Zachodnią. Znacznie liczniejsze są kraje, w których mniszka prawdopodobnie wyginęła. Tutaj IUCN podaje Egipt, Albanię, Francję (tylko Korsyka), Hiszpanię, Izrael, Liban, Libię, Syrię, Tunezję, Włochy. Nie ulega natomiast wątpliwości wytępienie mniszki w Bośni i Hercegowinie, Bułgarii, Czarnogórze, kontynentalnej Francji, Rumunii, Słowenii, ponadto na Azorach, Wyspach Kanaryjskich i w kontynentalnej Hiszpanii. Stan w Algierii i Maroku nie jest pewny.
Maksymalna wysokość osiągana przez gatunek do 3 m nad poziomem morza. Nurkuje wedle IUCN do 250 m.

## Ekologia

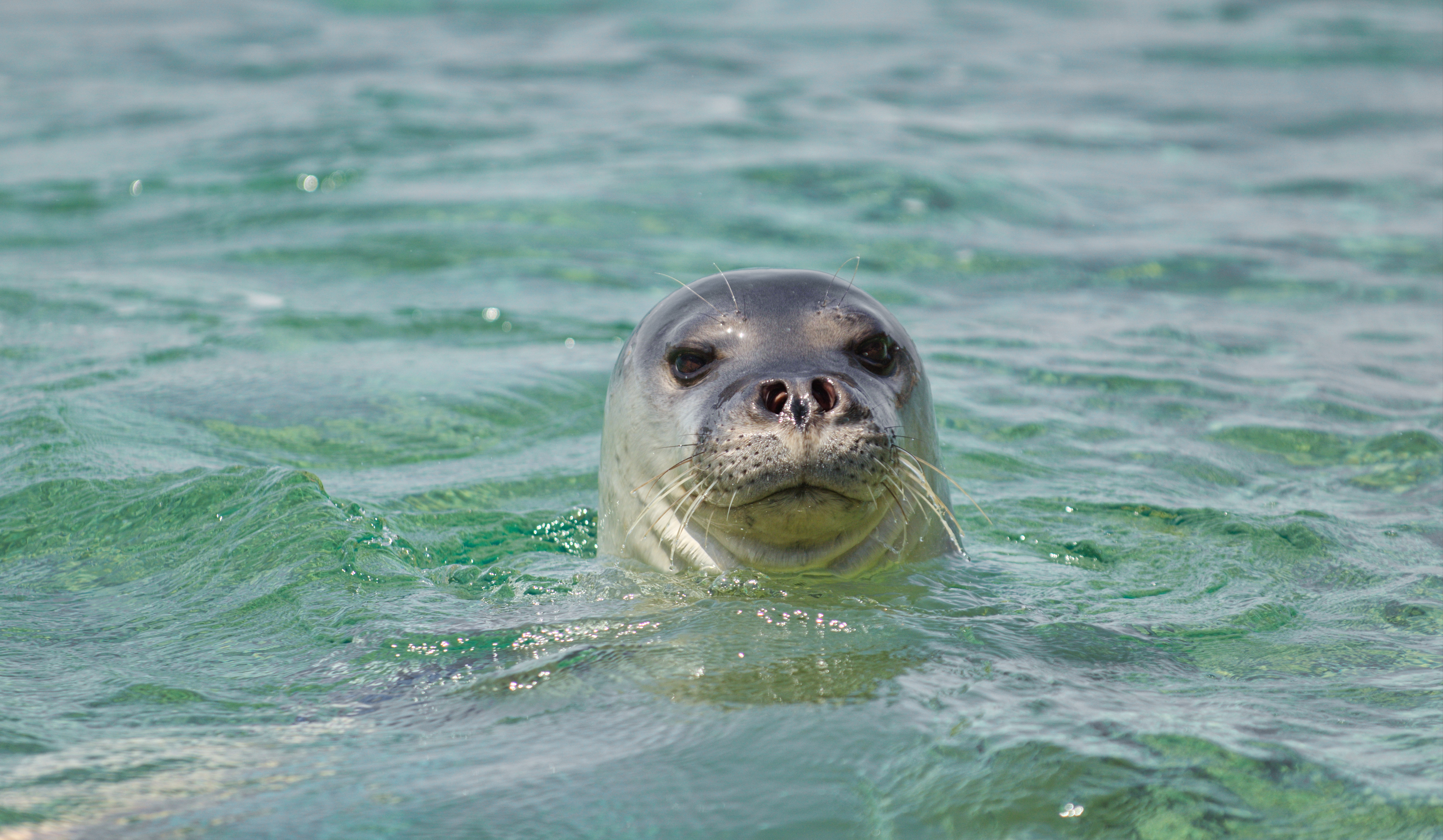
Mniszka śródziemnomorska prowadzi częściowo wodny tryb życia

Mniszka śródziemnomorska zamieszkuje wody przybrzeżne, zwłaszcza w pobliżu ustronnych plaż i niedostępnych klifów. Do porodu potrzebuje jaskini z wejściem od strony morza, chroniącą zarówno przed drapieżnikami, w tym ludzką obecnością, jak i przed wiatrem i chłodem, z suchym miejscem do wylegiwania się. W Grecji mniszki zajmują 500 jaskiń, ale tylko w setce z nich rodzą młode.
W przeszłości mniszka zamieszkiwała też otwarte, piaszczyste plaże. Pływa w płytkich przybrzeżnych wodach, rzadko zapuszcza się dalej na morze, aczkolwiek niektóre osobniki widywano i 130 km od brzegu. W odróżnieniu od blisko spokrewnionych głęboko nurkujących mirung mniszka przebywa w płytkiej wodzie. Rzadko nurkuje głębiej niż na 50 m, rekordowo 90 m.
Jak inne fokowate, mniszka śródziemnomorska poluje w wodzie. Jest dość oportunistycznym drapieżnikiem, zwykle poluje na najłatwiej dostępną zdobycz. Konsumuje przede wszystkim ryby. Wymienia się wśród nich Clupeidae, Sparidae, Moronidae, Rhinobatidae. Pożera też głowonogi, jak ośmiornice Octopus, kalmary Loligo czy mątwy Sepia. W skład diety mogą wchodzić również skorupiaki, jak Palinurus. Wedle badań przeprowadzonych w tureckiej części Morza Egejskiego w żołądkach dwóch mniszek znaleziono ofiary należące do pięciu gatunków, znaczącą większość stanowiły jednak 3 gatunki głowonogów: mątwa zwyczajna i ośmiornice Eledone moschata i Bathypolus spensalis, stanowiące łącznie 94% zawartości żołądków. Szacuje się, że dziennie mniszka spożywa równowartość 5-10% masy swego ciała. Z kolei w badaniu greckich mniszek  wykazano obecność 70 gatunków w ich żołądkach, z czego 50% stanowiły głowonogi, 48% ryby, 1,5% inne niż głowonogi mięczaki, a tylko 0,4% skorupiaki. Najczęściej w żołądkach mniszek znajdywano Sparidae i Octopus. Skład diety mniszek atlantyckich z Madery obejmuje Liza aurata, Sparisoma cretense, Bodianus scrofa, Sarpa salpa, Sepia officinalis i Pachygrapsus. IUCN jako składnik diety wspomina o węgorzach, Patella i rajach.

## Status zagrożenia i ochrona

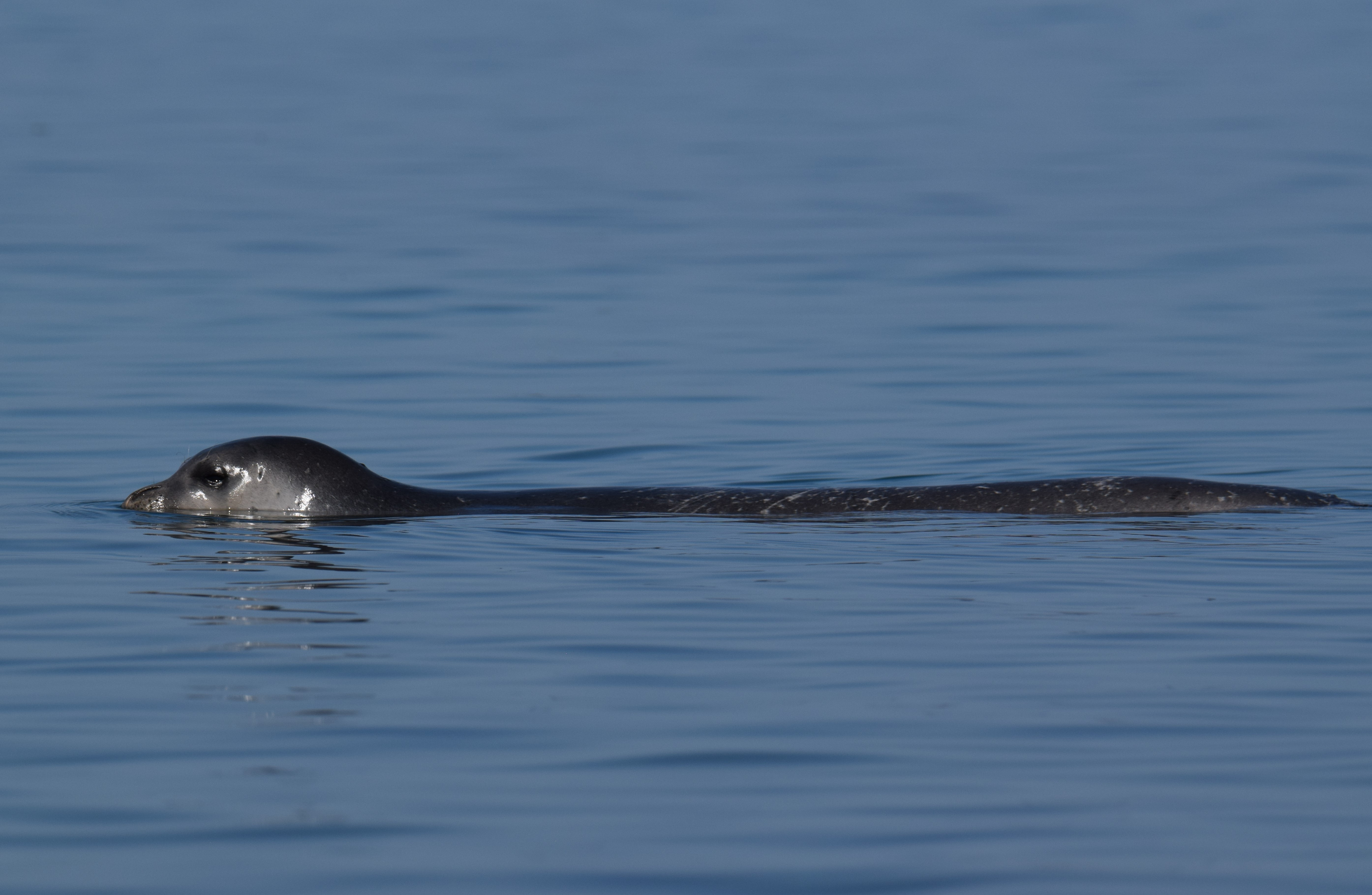
Pływająca dorosła samica

W Czerwonej księdze gatunków zagrożonych Międzynarodowej Unii Ochrony Przyrody i Jej Zasobów został zaliczony do kategorii EN (ang. endangered „zagrożony”). Jest to zmiana, jako że w poprzednich latach gatunek określano jako krytycznie zagrożony. Było tak w 2013, 2008 i 1996 roku. Wcześniej, w latach 1994, 1990, 1988 i 1986, gatunek miał status zagrożony. Jeszcze wcześniej, w 1965 roku, określono go jako bardzo rzadki. Niemniej IUCN w dalszym ciągu zalicza mniszkę śródziemnomorską do najbardziej zagrożonych gatunków płetwonogich.
Znaczna redukcja liczebności tego gatunku wynika z polowań przez człowieka. Znacznie zmniejszyły one różnorodność genetyczną gatunku, powodując efekt wąskiego gardła. W sumie dorosłych osobników jest 350–450, a jeśli doliczyć licznie umierające młode, całkowita populacja liczy 600–700 zwierząt. Całkowita liczebność prawdopodobnie rośnie. Z tego około 350–450 przypada na wschodnie Morze Śródziemne, zwłaszcza Grecję, gdzie żyje od 300 do 400 osobników, oraz Turcję z setką. IUCN szacuje liczbę dorosłych zwierząt w tym rejonie na ćwierć tysiąca. Druga z kolei populacja zamieszkuje wybrzeża Capo Blanco i liczy 220 sztuk, w tym około 116 dorosłych. Jeszcze w ostatniej dekadzie XX wieku było to ponad 300 tych fokowatych, ale masowe zgony w 1997 roku zredukowały znacznie tę liczbę, tak że na początku XXI wieku było tam ledwie 87 dorosłych osobników.
Wśród głównych zagrożeń wymienia się polowania przez ludzi, niszczenie ich środowisk, eksploatację ich zasobów. Polowania trwały od XV wieku, kiedy to rozpoczęli je Portugalczycy. Pozyskiwano z mniszek skóry i olej. Rybacy oskarżali je o konkurencję i zabijali nawet pomimo zakazów. Mniszki ginęły też w przyłowie, zaplątane w różne rodzaje sieci rybackich, często zastawianych nielegalnie. Dotyczyło to zwłaszcza młodocianych osobników na wschodzie Morza Śródziemnego. Poławiano też żywe osobniki celem wystawiania. Plaże są zabudowywane, a także zajmowane przez turystów. Zagrożenia ze strony statków i wycieków ropy są trudne do ustalenia.
Zdarzają się też masowe zgony, jak te spowodowane Morbillivirus w Cabo Blanco czy też przez zakwit glonów. Brakuje pokarmu. Niewielkie liczebności sprzyjają chowowi wsobnemu. Różnorodność genetyczna populacji jest skromna, porównać ją można tylko z mirungą północną czy drugim jeszcze istniejącym gatunkiem mniszki. W efekcie rodzą się martwe noworodki. W końcu IUCN wymienia wśród zagrożeń toksyczne ryby, szczególnie Lagocephalus sceleratus.
Mniszka śródziemnomorska podlega ochronie prawnej, takie jak: Desertas Islands Nature Reserve, National Marine Park of Alonnisos, Northern Karpathos–Saria, Cap Blanc Peninsula, Foça, Karaburun, Alaçatı-Sigacik, Bodrum i wybrzeża Cylicji. Podejmowano także liczne akcje jej ochrony, np. w Grecji została opracowana krajowa strategia i plan.

## W kulturze
W mitologii greckiej foki należały jako zwierzęta morskie do trzód Posejdona. Na co dzień opiekował się nimi zmiennokształtny bożek morski Proteusz, zamieszkujący na wyspie Faros u egipskiego wybrzeża.